# Elizabeth Kaitan
Elizabeth Kaitan est une actrice hongroise née le 16 juillet 1960. Elle émigre aux États-Unis à l'âge de 8 ans. Elle a fait carrière dans le cinéma bis et les films fantastiques. On l'a notamment remarquée dans Douce nuit, sanglante nuit 2 (1987), Slave Girls, les captives de l'espace (1987) (aux côtés de Brinke Stevens), ou encore Vendredi 13, chapitre 7 : Un nouveau défi (1988).

## Filmographie

### Cinéma
- 1981 : Waitress!
- 1983 : Zelig
- 1984 : Silent Madness : Barbara
- 1984 : The Lonely Guy
- 1984 : Violated : Liz Grant
- 1985 : Savage Dawn : Becky Sue
- 1985 : Scandalous Simone : Inspector Fifi
- 1986 : Thunder Run : Blonde
- 1987 : Slave Girls, les captives de l'espace : Daria
- 1987 : Douce nuit, sanglante nuit 2 : Jennifer
- 1988 : Jumeaux : La secrétaire
- 1988 : Vendredi 13, chapitre 7: Un nouveau défi : Robin
- 1988 : L'assault des Killer Bimbos : Lulu
- 1988 : Necromancer (en): Julie Johnson
- 1989 : Under the Boardwalk : Donna
- 1989 : Dr. Alien : La serveuse
- 1989 : Nightwish : Donna
- 1989 : Roller Blade Warriors: Taken by Force : Gretchen Hope
- 1989 : Night Club : Beth / Liza
- 1990 : The Girl I Want : Amy
- 1990 : After Shock : Sabina
- 1990 : Lockdown : Monica Taylor
- 1991 : Vice Academy Part 3 : Candy
- 1992 : Hellroller : Lizzy
- 1993 : Il ritmo del silenzio : Jamie Lee
- 1993 : Good Girls Don't : TV Announcer
- 1994 : Beretta's Island : Linda
- 1994 : Vice Academy 4 : Candy
- 1994 : Night Realm : Eris
- 1996 : Petticoat Planet : Delia Westwood
- 1996 : South Beach Academy : Shannon McSorley
- 1996 : Agent zéro zéro (Spy Hard) : Helicopter Ticket Agent
- 1996 : Virtual Encounters : Amy
- 1996 : Vice Academy 5 : Candy
- 1997 : The Exotic House of Wax : Angela Wingate
- 1998 : Vice Academy Part 6 : Candy
- 1999 : Veronica 2030 : Amy

### Télévision
- 1983 : Trackdown: Finding the Goodbar Killer : Une danseuse (non-créditée)
- 1994 : Love Street (série TV, 1 épisode) : Judy